# Mae Muller
Holly Mae Muller (Londres, 26 d'agost del 1997) és una cantant britànica.

## Biografia
A 8 anys, Muller va començar a escriure les seves pròpies cançons. El 2007 va participar en el videoclip de la cançó Grace Kelly de Mika, dirigit per la seva mare. El 2018 va publicar el seu primer extended play After Hours i l'any següent el seu primer àlbum, Chapter One.
El 9 de març del 2023 la BBC va anunciar que Muller representarà el Regne Unit en el Festival de la Cançó d'Eurovisió 2023, que se celebrarà en la ciutat britànica de Liverpool. Cantarà la cançó I Wrote A Song.